# キッスの世界
キッスの世界（キッスのせかい）は、つんくプロデュースで全日本女子プロレス所属の女子プロレスラー4人により結成された歌手ユニット。グループ名の由来は、メンバーのセクシーさを表現したものである。

## 歴史・概要

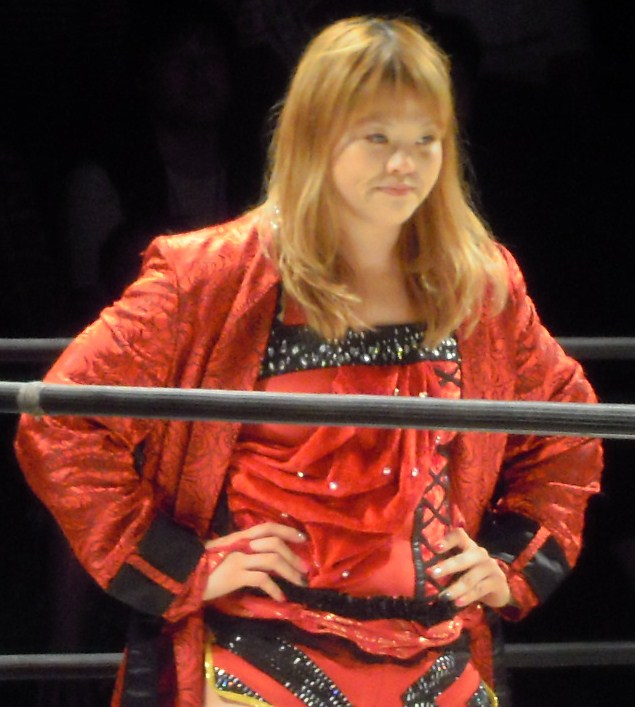
第1期メンバーだった
高橋奈苗
（2011年5月8日スターダム）

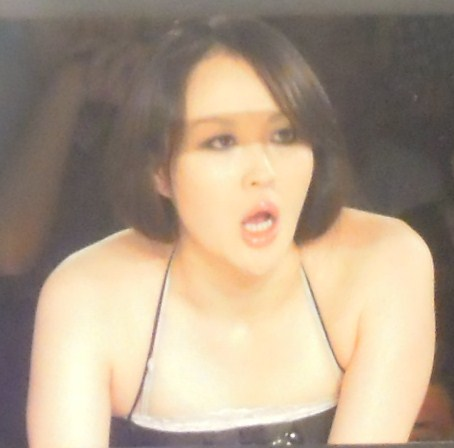
第2期メンバーだった
西尾美香
（2010年7月11日OZアカデミー）

### 第1期
- 高橋奈苗
- 納見佳容
- 脇澤美穂（ - 2001年8月）
- 中西百重

- フジテレビのテレビ番組「格闘女神ATHENA」にて、「つんくプロデュースで歌を出す」という企画からスタートした。
- 週刊プロレスは、このことを「プロレスがつんくによって変革を遂げる!!」と評し、猛プッシュした。
- つんくはレッスンを見て「すでに声が潰れてる。」と落胆した（試合中に大声を出しすぎたのが原因）。そのため、音程を変えないような楽曲にするという作曲をし、大変苦労したそうである。
- 2000年3月4日、横浜文化体育館にて、デビューシングル「バクバクKiss」のお披露目発表を行う。
- 2000年4月、正式デビュー。5月24日、デビューシングル「バクバクKiss」リリース。7月12日、アルバム「バクバクKissの世界 -W EXPLOSION-」リリース。納見佳容の人気も重なって、女子プロレス業界に留まらず芸能界でも話題となった。

### 第2期
2001年8月、脇澤美穂の引退に伴い西尾美香が新メンバーとして加わった。9月15日、2ndシングル「Kiss of the World」を発表した（正確には脇澤美穂が「プロレスに専念したい」との主張により脱退。代わりに西尾が加入した）。
2003年5月11日、西尾美香の退団に伴い解散。

### 復活
2005年1月7日、中西百重引退興行「モモ☆ラッチファイナル」にて結成当初のオリジナルメンバーである中西百重、高橋奈苗に新たに堀田祐美子、豊田真奈美、渡辺智子が加わり、一夜限りの復活をする。ミニスカート姿でデビュー曲の「バクバクKiss」を熱唱した。
2011年7月16日、高橋のデビュー15周年を記念して開かれた「☆タカハシナナエの心臓バクバクキッスの世界!!」にてオリジナルメンバー4人で復活。24日のスターダム初の後楽園ホール大会での15周年セレモニーにおいても4人が集結して「バクバクKiss」を披露。12月25日に脇澤の再デビュー戦でも納見、中西が激励に駆けつけた。
2025年４月14日、翌月に引退を控えた高橋によるプロデュース興行にて、高橋、納見、脇澤、中西の４人が試合前にリングで「バクバクKiss」を披露した。またプロデューサー つんく♂から送られた激励の手紙をリングアナが代読。中西は限定復帰として試合に出場した。

## ディスコグラフィー
いずれもzetima（現・アップフロントワークス zetimaレーベル）からのリリース

### シングル
|     | 発売日        | タイトル          | 楽曲制作                                          | 最高位 |
| --- | ------------- | ----------------- | ------------------------------------------------- | ------ |
| 1st | 2000年5月24日 | バクバクKiss      | 作詞：つんく 作曲：つんく 編曲：小西貴雄          | 43位   |
| 2nd | 2001年9月15日 | Kiss of the World | 作詞：つんく&まこと 作曲：たいせー 編曲：たいせー | －     |

### アルバム
バクバクKissの世界 -W EXPLOSION-（2000年7月12日）